# Pedro Martínez Sánchez
Pedro Martínez Sánchez (Barcellona, 19 giugno 1961) è un allenatore di pallacanestro spagnolo.

## Palmarès

### Club
- Campionato spagnolo: 1

Valencia: 2016-2017
- Supercoppa spagnola: 1

Saski Baskonia: 2005
- Coppa Korać: 1

Joventut Badalona: 1989-1990
- Liga catalana: 2

Joventut Badalona: 1994
Manresa: 2021

### Individuale
- ULEB Eurocup Coach of the Year: 2

Valencia: 2016-2017, 2024-2025
- Basketball Champions League Best Coach: 1

Manresa: 2021-2022